# Moto Guzzi V1000 G5
La Moto Guzzi V1000 G5 è una motocicletta prodotta dalla fine degli anni settanta.
Nel 1974 la Moto Guzzi aveva presentato il modello V1000 I-Convert, una moto a trasmissione automatica progettata da Lino Tonti e Umberto Todero principalmente per le forze di polizia ed il mercato degli Stati Uniti.
Nel 1979 viene presentata la versione "V1000 G5" (ovvero Gear 5 = 5 marce) nella quale il cambio manuale sostituisce la trasmissione automatica.
L'estetica, curata dal designer Paolo Martin è poderosa: motore (il classico V2 della casa), telaio e sovrastrutture formano un blocco compatto, ma non troppo massiccio, che esprime una certa eleganza plastica e lascia intuire, grazie alle abbondanti dimensioni, qualità di robustezza e comfort.
Nell'uso, risulta sorprendentemente agile e maneggevole, a dispetto della notevole massa. La dotazione di accessori comprende il parabrezza, le borse laterali (fisse) ed i paragambe anteriori e posteriori.
La frenata è assicurata da un impianto integrale, studiato dalla Moto Guzzi con la Brembo, che aziona contemporaneamente il freno posteriore con l'anteriore destro, azionando il pedale. L'anteriore sinistro è comandato dalla leva sul manubrio. Tutti sono naturalmente a disco.

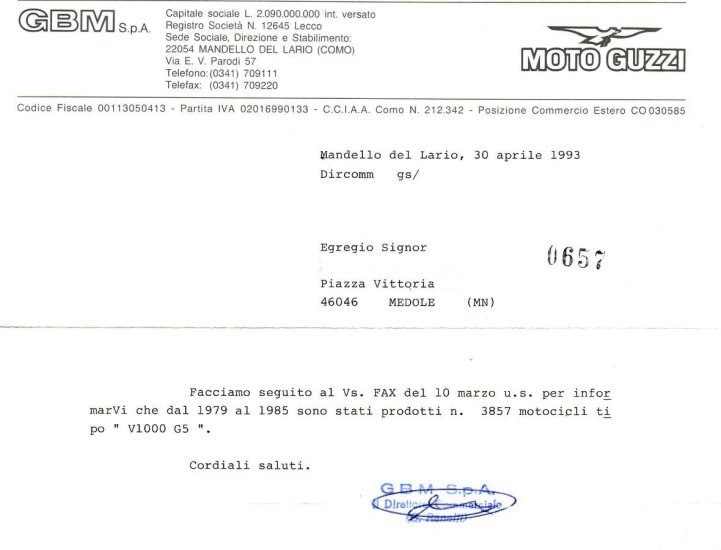
Certificazione delle unità prodotte

Nonostante l'estetica gradevole e le buone qualità tecniche, la "V1000 G5" otterrà uno scarso successo commerciale. Ciò in dipendenza dal ritardo con cui venne presentata rispetto al modello con cambio automatico, anch'esso scarsamente gradito a causa della tipologia di guida che non incontrava il favore dei centauri dell'epoca.
La Moto Guzzi V1000 G5 venne prodotta dal 1979 al 1985 in 3.857 esemplari, di cui circa 3.000 in versione militare.
La casa di Mandello del Lario negli stessi anni produsse anche un modello simile, la Moto Guzzi 1000 SP, con alcune differenze in ordine alla posizione di guida ed al tipo di protezione aerodinamica.